# Alexander Gottlieb Baumgarten
Alexander Gottlieb Baumgarten (n. 17 iulie 1714, Berlin, Regatul Prusiei – d. 27 mai 1762, Frankfurt (Oder), Regatul Prusiei) a fost un filosof german al secolului al XVIII-lea. S-a născut la Berlin în familia unui pastor și ambii lui părinți au murit când el era mic. A fost interesat de limba idiș și de poezia latină. Este cunoscut în special pentru faptul că a introdus termenul de estetică și s-a ocupat cu studiul ei.